# Jabłuniwka (rejon fastowski)
Jabłuniwka (ukr. Яблунівка) – wieś na Ukrainie, w obwodzie kijowskim, w rejonie fastowskim, nad rzeką Irpień. W 2001 roku liczyła 567 mieszkańców.
Pod koniec XIX w. wieś w gminie Wepryk,  stacja pocztowa Chwastów. 